# Ständehaus (Lübben (Spreewald))

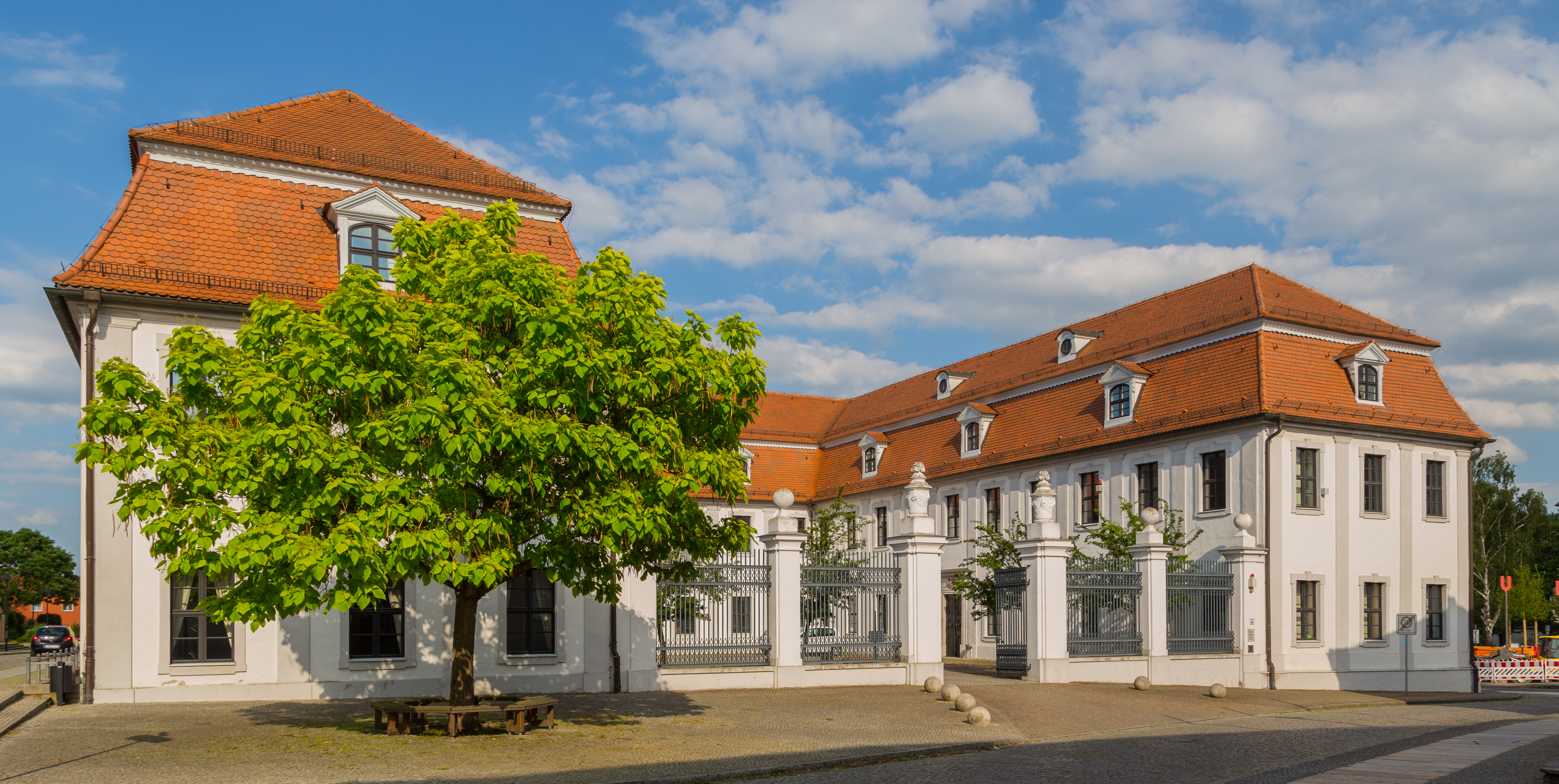
Ständehaus Lübben (2017)

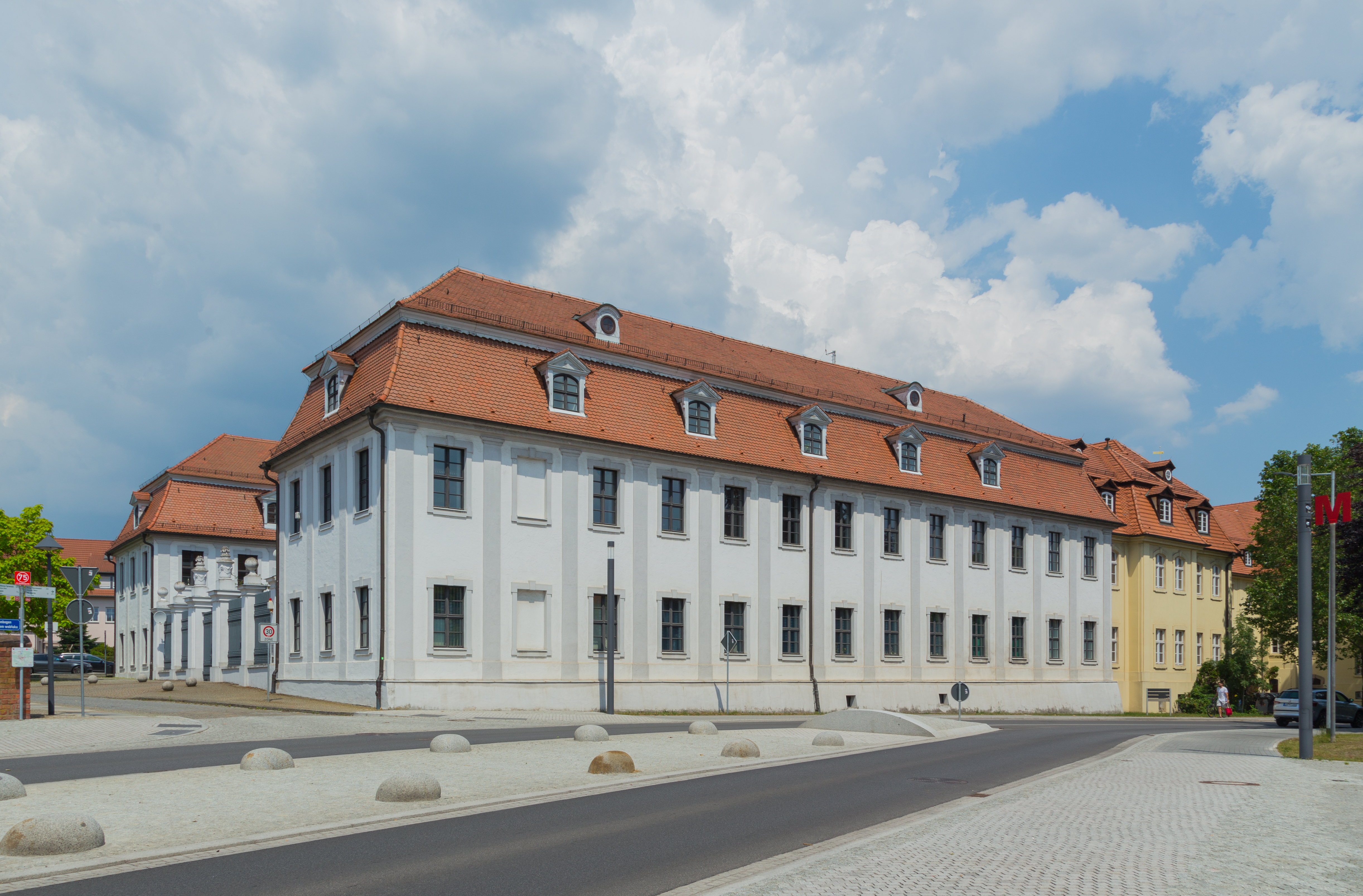
Ansicht an der Bundesstraße 87 (2021)

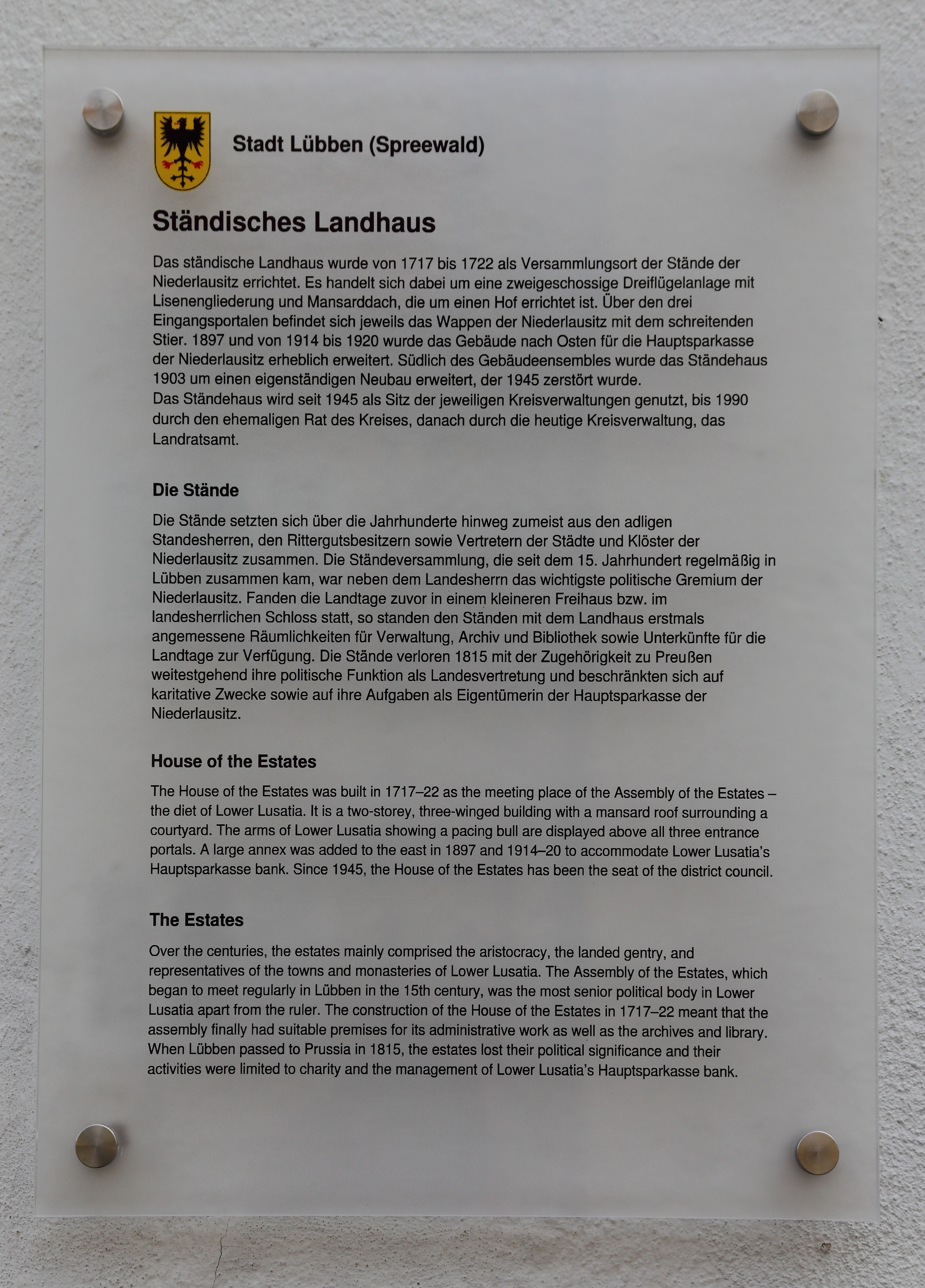
Informationstafel am Gebäude (2014)

Das Ständehaus, auch als Ständisches Landhaus bzw. Landhaus bezeichnet, ist ein Verwaltungsgebäude in der Stadt Lübben (Spreewald) im Landkreis Dahme-Spreewald in Brandenburg. In dem Gebäude befindet sich heute das Landratsamt des Landkreises Dahme-Spreewald. Das Ständehaus ist ein eingetragenes Baudenkmal in der Denkmalliste des Landes Brandenburg.
Das Ständehaus steht zwischen der Reutergasse, der Lohmühlengasse und am Ernst-von-Houwald-Damm (Bundesstraße 87), nördlich des Lübbener Schlosses und östlich des Amtsgerichts Lübben.

## Geschichte
Das Ständehaus wurde zwischen 1717 und 1722 gebaut und diente zunächst als Versammlungsstätte für die Landstände der Markgrafschaft Niederlausitz, die zuvor im Ständesaal von Schloss Lübben getagt hatten. Diese verloren nach dem Wiener Kongress ihre politische Bedeutung, das Gebäude wurde fortan durch den Kommunallandtag der Niederlausitz genutzt. Im Jahr 1897 wurde das Ständehaus erweitert, bis 1903 entstand neben dem Gebäudeensemble ein Neubau. Zwischen 1914 und 1920 erfolgte ein umfangreicher Umbau nach einem Entwurf des Architekten Adolf Zeller. Der Neubau wurde im Jahr 1945 bei Kampfhandlungen zum Ende des Zweiten Weltkrieges zerstört.
Nach dem Ende des Krieges wurde das Ständehaus als Landratsamt des Landkreises Lübben (Spreewald) genutzt. Bei der Kreisreform im Juli 1952 entstand der neue Kreis Lübben im Bezirk Cottbus, dessen Rat in dem Gebäude tagte. Nach der Wiedervereinigung war das Ständehaus das Verwaltungsgebäude des nun brandenburgischen Landkreises Lübben. Seit 1993 ist in dem Haus das Landratsamt des Landkreises Dahme-Spreewald untergebracht. Zwischen 1994 und 1998 wurde das Ständehaus saniert, dabei wurde der Haupteingang in die Lohmühlengasse verlegt.

## Architektur
Das Städtische Landhaus ist eine zweigeschossige Dreiflügelanlage im Stil des Barock. Es ist mit einem Knick- und Mansardwalmdach überzogen. Das Gebäude hat eine umlaufende Lisenengliederung und rechteckige Fenster mit angeputzten Rahmungen und Schlusssteinen. Über den Eingangsportalen befinden sich die Wappen der Niederlausitz. Der östliche Gebäudeteil entstand zwischen 1914 und 1920, ist stilistisch an den Ursprungsbau angeglichen und verfügt auch über Gestaltungselemente des Jugendstils.